# Der alte Richter
Der alte Richter (en français, Le Vieux juge) est une série télévisée autrichienne diffusée de 1969 à 1970.

## Synopsis
Le juge de la Cour suprême Daniel Westermeier déménage de Vienne à Pichelshofen en Basse-Autriche. Le vieux juge assure la justice dans la petite ville avec charme et en tenant compte de la politique locale.

## Fiche technique
- Titre : Der alte Richter
- Réalisation : Edwin Zbonek
- Scénario : Fritz Eckhardt
- Musique : Carl de Groof
- Société de production : Schönbrunn-Film
- Pays d'origine :  Autriche
- Langue : allemand
- Durée : 12 épisodes de 60 minutes
- Date de première diffusion :
  -  Autriche : 3 janvier 1969.

## Distribution
- Paul Hörbiger : Daniel Westermeier, le juge
- Herbert Propst : Karl Huml
- Gusti Wolf : Serafina Vogl, la femme de ménage de Westermeier
- Gustav Dieffenbacher : Otto Höllerl, le directeur de l'école
- Marianne Gerzner : Erna, son épouse
- Gerhard Mörtl : Franz Eder, l'aubergiste
- Luzi Neudecker : Maria 'Mizzi' Eder, son épouse
- Rudolf Strobl : L'inspecteur de gendarmerie Zeisig
- Rudi Joksch : Mathias Stadler, commerçant
- Fritz Eckhardt : Dr. Gustav Ressl, médecin
- Herbert Prikopa : Alois Maier, le maire de Pichelshofen

## Liste des épisodes

### Saison 1 (1969)
1. Die Erbschaft (L'Héritage)
2. Die Bürgermeisterwahl (L'Élection du maire)
3. Das Wanderbaby (L'Enfant errant)
4. Die Bahn-Affäre (L'affaire Bahn)
5. Der Gemeindearzt	(Le médecin communal)
6. Zirkusleute (Les Gens du cirque)

### Saison 2 (1970)
1. Der Geburtstag (L'Anniversaire)
2. Die Mineralquelle (La Source minérale)
3. Das Briefgeheimnis (Le Secret des lettres)
4. Die Versteigerung (La Vente aux enchères)
5. Der junge Richter (Le Jeune juge)
6. Das Denkmal (Le Monument)

## Source de la traduction
- (de) Cet article est partiellement ou en totalité issu de l’article de Wikipédia en allemand intitulé « Der alte Richter » (voir la liste des auteurs).